# 酒田市立富士見小学校
酒田市立富士見小学校（さかたしりつ ふじみしょうがっこう）は、山形県酒田市富士見町2丁目にある公立小学校。

## 沿革
- 1980年（昭和55年） - 一般公募により、校名を「酒田市立富士見小学校」と決定。
- 1981年（昭和56年）
  - 4月 - 開校式と始業式、第1回入学式挙行。開校時点の児童数は417名・12学級。
  - 時期不明 - 体育館やプールが完成。
  - 11月15日 - 竣工記念式典を挙行し、校章と校旗を披露。この日を創立記念日と定めた。
- 1993年（平成5年） - 児童増による学級数が増加で、教室不足を補うため、2教室をプレハブ校舎で増築。
- 1994年（平成6年） - 児童増により、さらに1教室をプレハブ校舎で増築。
- 1995年（平成7年） - 鉄筋コンクリート平屋建て増築校舎竣工し、プレハブ3教室解体。
- 2000年（平成12年） - 創立20年を記念して山形交響楽団と児童による音楽会が開催。また、児童の遊具の1つとして校庭東側に築かれた「ふじみっ子山」が寄贈された。
- 2010年（平成22年） - 創立30年記念式典挙行し、ターザンロープと修復されたふじみっ子山が寄贈された。
- 2013年（平成25年） - 体育館及び管理棟、南側校舎及びランチルーム、東側校舎の改修工事が行われる。
- 2014年（平成26年） - 体育館及び管理棟、南側校舎及びランチルーム、東側校舎の改修工事が終了。

## 通学区域
- 富士見町（1丁目～3丁目）、新橋1丁目、北新橋（1丁目・2丁目）、曙町（1丁目・2丁目）、日の出町（1丁目・2丁目）、上安町（1丁目～3丁目）、こあら1丁目[1]

## 周辺
- 新井田川
  - 上安橋

## アクセス
- 庄内交通酒田市内廻り（421系統Aコース・422系統Bコース）で、「富士見小学校前」バス停下車。